# Santiago Rublico
Santiago Rublico Colminas (Madrid, 16 agosto 2005) è un calciatore filippino con cittadinanza spagnola, difensore del Collado Villalba e della nazionale filippina.

## Carriera

### Club
Ha giocato nelle giovanili di Atlético Madrid e Rayo Vallecano.

### Nazionale
Ha esordito con la nazionale filippina il 24 marzo 2023, nell'amichevole persa per 2-0 contro il Kuwait.

## Statistiche

### Cronologia presenze e reti in nazionale
| Cronologia completa delle presenze e delle reti in nazionale ― Filippine | Cronologia completa delle presenze e delle reti in nazionale ― Filippine | Cronologia completa delle presenze e delle reti in nazionale ― Filippine | Cronologia completa delle presenze e delle reti in nazionale ― Filippine | Cronologia completa delle presenze e delle reti in nazionale ― Filippine | Cronologia completa delle presenze e delle reti in nazionale ― Filippine | Cronologia completa delle presenze e delle reti in nazionale ― Filippine | Cronologia completa delle presenze e delle reti in nazionale ― Filippine |
| Data                                                                     | Città                                                                    | In casa                                                                  | Risultato                                                                | Ospiti                                                                   | Competizione                                                             | Reti                                                                     | Note                                                                     |
| ------------------------------------------------------------------------ | ------------------------------------------------------------------------ | ------------------------------------------------------------------------ | ------------------------------------------------------------------------ | ------------------------------------------------------------------------ | ------------------------------------------------------------------------ | ------------------------------------------------------------------------ | ------------------------------------------------------------------------ |
| 24-3-2023                                                                | Kuwait City                                                              | Kuwait                                                                   | 2 – 0                                                                    | Filippine                                                                | Amichevole                                                               | -                                                                        | 78’                                                                      |
| 28-3-2023                                                                | Al Wakrah                                                                | Giordania                                                                | 4 – 0                                                                    | Filippine                                                                | Amichevole                                                               | -                                                                        | 83’                                                                      |
| 8-9-2023                                                                 | Kaohsiung                                                                | Taipei cinese                                                            | 1 – 1                                                                    | Filippine                                                                | Amichevole                                                               | -                                                                        |                                                                          |
| 12-9-2023                                                                | Manila                                                                   | Giordania                                                                | 2 – 1                                                                    | Afghanistan                                                              | Amichevole                                                               | -                                                                        | 55’                                                                      |
| 16-11-2023                                                               | Manila                                                                   | Filippine                                                                | 0 – 2                                                                    | Vietnam                                                                  | Qual. Mondiali 2026                                                      | -                                                                        | 45’                                                                      |
| Totale                                                                   |                                                                          | Presenze                                                                 | 5                                                                        |                                                                          | Reti                                                                     | 0                                                                        |                                                                          |